# Mahindra Renault

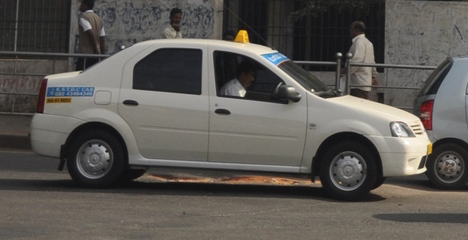
Der Mahindra Renault Logan wurde vom Mai 2007 bis in den Februar 2010 hinein montiert und war das einzige Modell unter dem Markenzeichen des Mahindra-Renault Joint-Ventures.

Logo des Joint-Ventures

Mahindra Renault Pvt. Ltd. ist ein ehemaliges Automobilunternehmen aus der Stadt Mumbai im Bundesstaat Maharashtra in Indien. 

## Geschichte
Gegründet worden ist das Unternehmen im Oktober 2005 von Mahindra & Mahindra Limited, die einen Anteil von 51 Prozent hielten, und der Renault-Nissan-Allianz. Mit einer Investition in der Höhe von 45 Millionen Rupien baute die Allianz ein neues Werk in Chennai. Im Februar 2010 wurde das Joint-Venture auf Grund der Konsolidierung der Händlernetze von Nissan und Renault aufgegeben. Das Nachfolgeunternehmen trägt den Namen Renault Nissan Automotive India Pvt. Ltd.
Das Werk unter der Leitung des Chief Executive Officers Nalin Mehta konnte bis zu 50.000 Fahrzeuge jährlich montieren. Einziges Modell des Unternehmens war der im Mai 2007 eingeführte Mahindra Renault Logan. Seit Beendigung des Joint-Ventures wird dieser von Mahindra montiert und als Mahindra Verito verkauft. Die für die Montage benötigten Fahrzeugteile liefert Renault aber weiterhin.
Das Montagewerk in Nashik, ebenfalls im Bundesstaat Maharashtra gelegen, wurde vom Mahindra-Konzern, dem Eigentümer des Werksgeländes, geleitet. Mahindra Renault war nur der Markenname, der für den lokalen Markt verwendet wurde („Badge-Engineering“). Damit sollte auf dem indischen Markt auf die Zusammenarbeit der beiden Konzerne aufmerksam gemacht werden. Oftmals wird das Unternehmen wegen des vom Joint-Venture verwendeten Namens fälschlicherweise als der Hersteller des Mahindra Renault Logans angegeben.
Außer dem Werk gehörten dem Unternehmen aber auch das im Juni 2008 eröffnete Ersatzteillager Integrated Logistics Network sowie das im September 2008 eröffnete Renault DeSign Studio in Mumbai. Im Mai 2009 wurde das Renault Nissan Technology and Business Centres in Chennai eingeweiht, das auch zu Mahindra Renault gehörte. Heute sind diese Niederlassungen alle Teil des Nachfolgeunternehmens.